# Emily Morse
Emily Hope Morse, född 2 juni 1970 i Farmington Hills, Michigan, är en amerikansk sexterapeut, författare och massmediepersonlighet. Hon är värd för den långlivade podden Sex with Emily och är också känd för sin återkommande medverkan i reality-TV-showen Miss Advised.

## Biografi

### Bakgrund
Morse har två fil.kand.-examina, tagna vid University of Michigan i ämnena psykologi och statsvetenskap. Hon har även studerat vid Institute for Advanced Study of Human Sexuality i San Francisco och emottagit intyg som doktor i mänsklig sexualitet.

### Karriär
Emily Morse har framträtt som gästande expert i många olika radio- och TV-shower. Hon har omskrivits i The New York Times, The Los Angeles Times och San Francisco Chronicle, för sin expertis i sex och relationer. Hennes bok Hot Sex: Over 200 Things You Can Try Tonight gavs ut i oktober 2011. Morse har också spelat med i, producerat och regisserat filmen I Am a Sex Addict, för vilken hon fått ta emot utmärkelser. Hennes podd Sex with Emily har producerats sedan 2005.
2012 inledde Morse ett fyra år långt gästspel som sidovärd på den rikstäckande syndikerade radioshowen Loveline med Dr. Drew Pinsky.
Morse bidrar regelbundet med texter till många större publikationer, inklusive Glamour, Cosmopolitan, Ask Men, Popsugar, Pattiknows.com, Men's Health och Harper's Bazaar.
2014 blev Morse värd för det återkommande evenemanget Sexual Health Expo. Hon verkar också som expert på sexuell hälsa för sexhjälpmedelsföretaget Lifestyles.
The New York Times publicerade 2021 artikeln "Is Emily Morse the Dr. Ruth of a new generation?"

## Verk

### Böcker
- Hot Sex: Over 200 Things You Can Try Tonight. Weldon Owen. 2011. ISBN 9781616280734. OCLC 709681836
- Smart sex : how to boost your sex IQ and own your pleasure. Toronto, Kanada: Park Row Books. 2023. ISBN 9780778387107

### Radioprogram
- Sex with Emily (podd)
- Loveline Radio (specialgäst, sidovärd)
- Sirius XM

### TV-serier
- Miss Advised, på kanalen Bravo (med premiär 18 juni 2012)[3][17]

### Filmer
- See How They Run (2003; Morse producerade och regisserade[18][19]
- I am a Sex Addict (2005; Morse var skådespelare[5])